# Canningstown
Canningstown est un village au nord-est dans le comté de Cavan, en Irlande.

## Géographie
Le village est situé sur la route régionale R191, à 12 km au sud de Cootehill et à 10 km au nord de Bailieborough.
La localité possède son bar-restaurant nommé d'après le pont, la Bridge Tavern.

## Toponymie
La première appellation du village, New Bridge, a été renommée Canningstown par Lord Garvagh vers 1850, à partir de son nom courant : Canning (George Canning, 1er Baron Garvagh (1778-1840)).

## Démographie
Au recensement de 2006, Canningstown comptait 559 habitants.